# Isle-Aumont
Isle-Aumont ist eine französische Gemeinde mit 490 Einwohnern (Stand: 1. Januar 2022) im Département Aube in der Region Grand Est (bis 2015 Champagne-Ardenne). Sie gehört zum Arrondissement Troyes und zum Gemeindeverband Troyes Champagne Métropole. Die Bewohner werden Islois genannt.

## Geografie
Die Gemeinde Isle-Aumont liegt im südlichen Einzugsbereich der Départements-Hauptstadt Troyes am Fluss Hozain und seinem Zufluss Mogne. Der Fluss Hozain ist wenige Kilometer vor der Mündung in die Seine schon Teil des breiten Seinetales. Das 3,48 km² umfassende Gemeindegebiet ist flach und waldarm. Umgeben wird Isle-Aumont von den Nachbargemeinden Saint-Thibault im Nordosten und Osten, Les Bordes-Aumont Süden, Villemereuil im Südwesten sowie Moussey im Westen und Nordwesten.

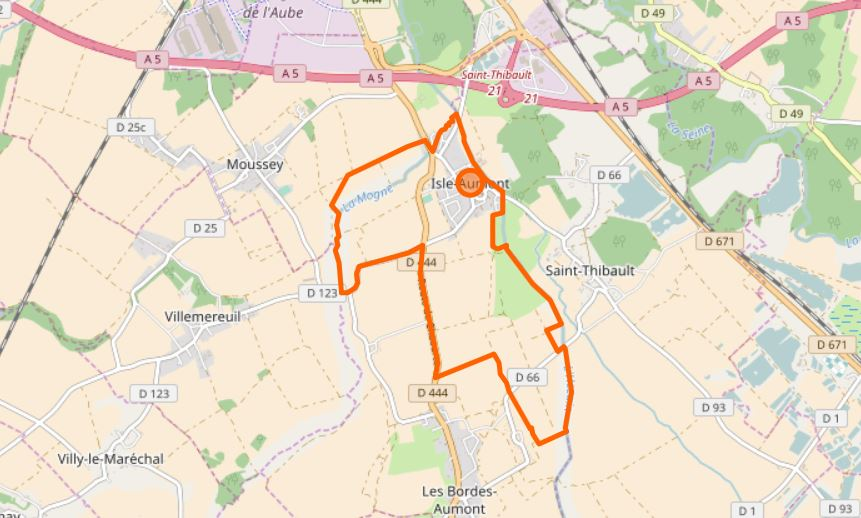
Gemeindegebiet von Isle-Aumont
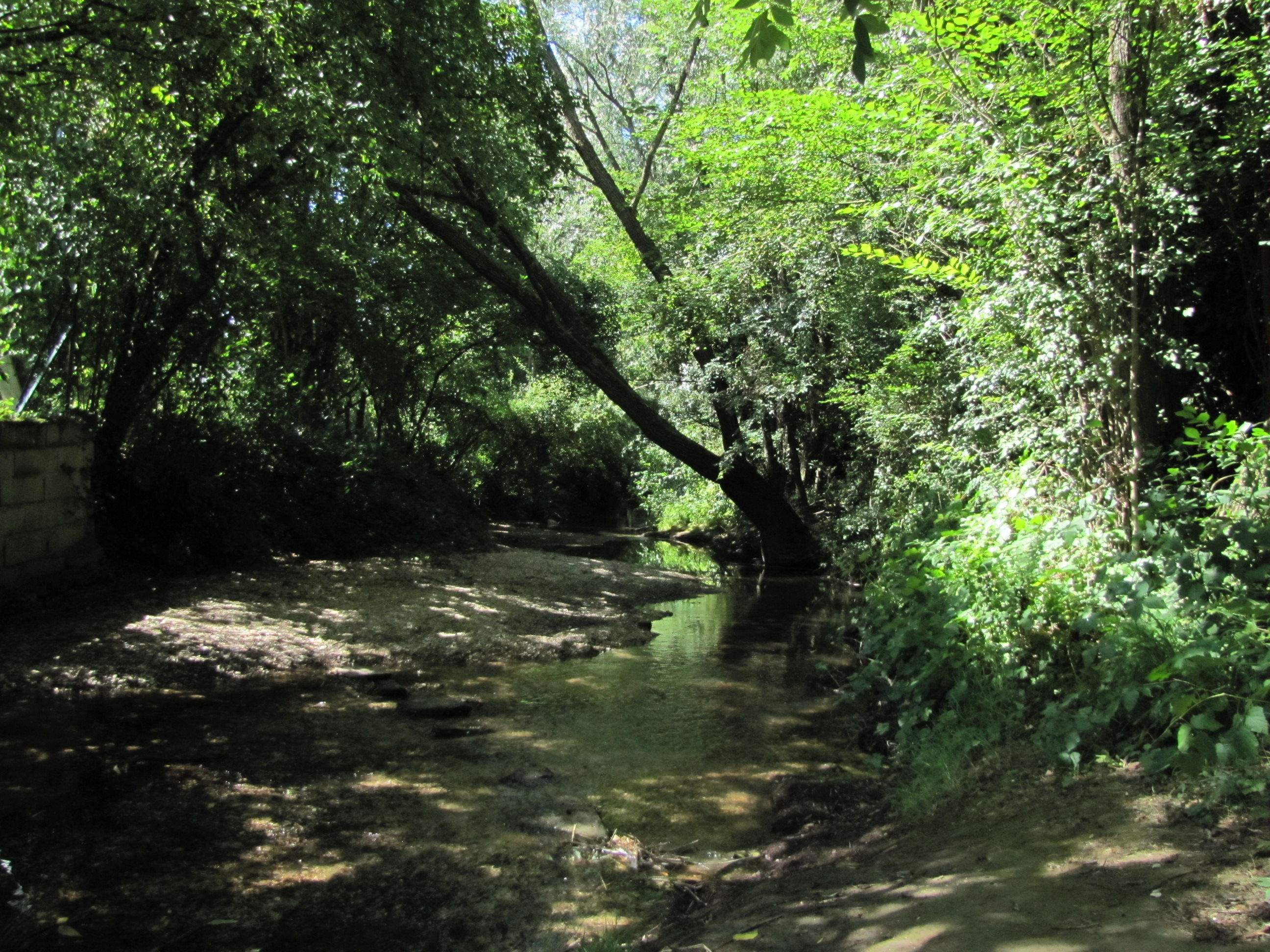
Der Hozain in Isle-Aumont
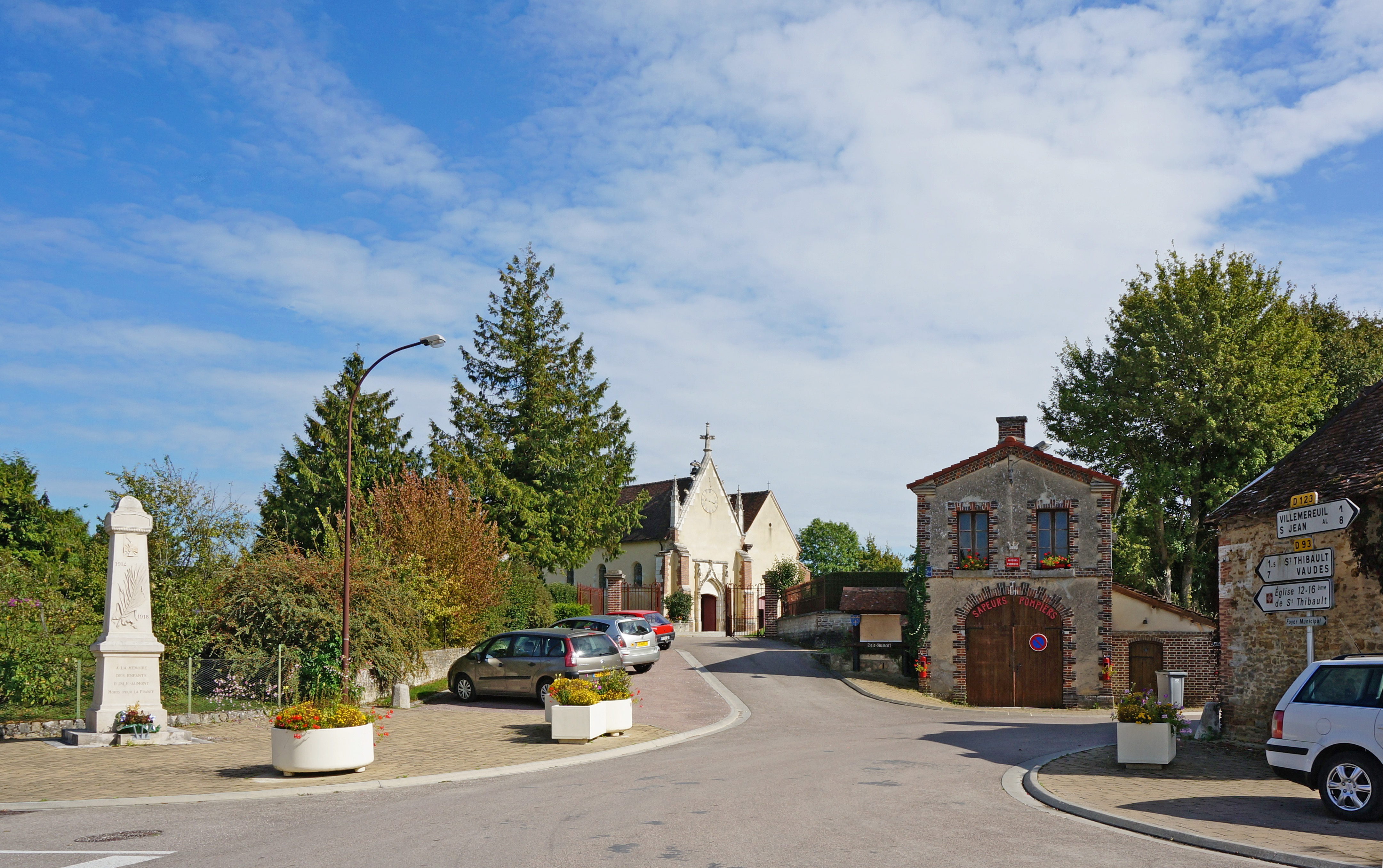
Ortsmitte

## Ortsname
Bereits 754 tauchte der Ortsname Insula auf. Im Jahr 1104 erscheint in einem Schriftstück der Abtei Molesme die lateinische Bezeichnung Ecclesia Islensis, Castrum Quod Isla Dicitur, Molendini.
Wie auch bei anderen französischen Gemeinden (L’Isle-Adam, L’Isle-d’Abeau, L’Isle-de-Noé oder L’Isle-Jourdain) steht Isle im Zusammenhang mit dem Begriff befestigte (Fluss-)Insel. Der Mamensteil „Aumont“ kommt vom Namen des lokalen Herrschers, der das Land erworben hatte.
In der Zeit der Französischen Revolution gab es die Schreibweisen Isles (1793) und Ile-Aumont (1801).

## Geschichte
In den 1940er Jahren wurden bei Isle-Aumont fossile Überreste einer ausgestorbenen asiatischen Elefantenart ausgegraben. Auch eine geschliffene Axt aus Serpentinit wurde gefunden, was darauf hindeutet, dass die Gegend zumindest zeitweise in der Jungsteinzeit besiedelt war.
Weitere Grabungen in Isle-Aumont ergaben, dass es hier eine Anbetungsstätte gab, die wahrscheinlich mit Merkur in Verbindung stand. Es wurden auch Mauerwerkstücke, Bronzefibeln und Fragmente aus bemalten Terracotta-Objekten aus der Latènezeit gefunden. Keramikscherben zeigten außerdem, dass in der Hallstattzeit Handel mit einem Oppidum im 60 Kilometer weiter südlich gelegenen Vix getrieben wurde.
Im 1. Jahrhundert war Isle-Aumont ein Teil der civitas Tricasses, einem geografischen Gebiet um das römische Augustobona, der heutigen Stadt Troyes. Die als Butte d’Isle bekannte Anhöhe (Standort der heutigen Kirche), in der vorher genannte Ausgrabungen stattfanden, galt auch in gallorömischer Zeit weiterhin als religiöse Stätte. Eine wichtige gallo-römische Straße führte damals nach Chaource, sie ist deckungsgleich mit der heutigen D444. Mitte der 1980er Jahre fand man nahe dieser Straße bei Entwässerungsarbeiten viele Wein-Amphoren, teilweise mit Doppelgriffen sowie Vasen, Geschirr und gallische Münzen.
Auf dem Gebiet des heutigen Dorfes wurde im 6. Jahrhundert anstelle des gallischen Heiligtums ein christliches Kloster namens Saint-Ursion gegründet, möglicherweise auf Veranlassung eines Eremiten. Dies wurde in einem handgeschriebenen Text von Gregor von Tours (539–594) erwähnt. Archäologische Untersuchungen in den 1950er Jahren, bei denen mehrere ungeöffnete Sarkophage gefunden wurden, stützen die Hypothese von der frühen Klostergründung. Ein Foto einer alten Gedenktafel und eine Gürtelschnalle aus dem Grab Nr. 590 werden im Museum Saint-Loup in Troyes aufbewahrt. Der große Grabkomplex wurde vom 5. bis zum 7. Jahrhundert genutzt. In einigen Gräbern fanden sich reiche Beigaben, darunter ein Paar Ohrringe aus Silber; ein verzierter, laminierter Goldring, ein Bronzering und ein Gürtelstück aus Eisen und Silber. In der Nähe dieses merowingischen Friedhofs wurden auch mehrere kreisförmige Gruben in Form von Brunnen gefunden, sie als eine Art Krypta angelegt vermuten lassen, dass hier kontinuierlich Begräbnisse bis ins 10. Jahrhundert stattfanden, unterbrochen von einem Brand während der Wikingereinfälle im 9. Jahrhundert.
Im Jahr 1097 gründete Robert von Molesme in Isle-Aumont ein Benediktiner-Priorat, ehe er ein Jahr später das Zisterzienser-Mutterkloster Cîteaux errichtete. In der zweiten Hälfte des 12. Jahrhunderts wurde Isle-Aumont zum lokalen politischen Zentrum einer Châtellenie und zum Verwaltungszentrum einer Provinz.
Isle-Aumont wurde zu einem Durchgangsort für Pilger auf dem Jakobsweg nach Santiago de Compostela, was an der im 12. Jahrhundert geschnitzten Jakobsmuschel an der Südwand des Kirchenchors erkennbar ist.
Die Niedere und Hohe Gerichtsbarkeit für Isle-Aumont lagen in der Grafschaft Troyes mit dem Hauptort Troyes im Besitz des Grafenhauses Vermandois, einer Linie der Karolinger. Diese Herrschaft ging zu Beginn des 14. Jahrhunderts an die Krone über.
Bis in das 17. Jahrhundert hinein wechselten die Herrschaften über Isle-Aumont mehrmals; es bestand zeitweise eine Grafschaft Aumont.
Isle-Aumont und die unmittelbare Umgebung war 1814 Schauplatz von Gefechten der Truppen Ludwigs XVIII. zur Rückkehr an die Macht.

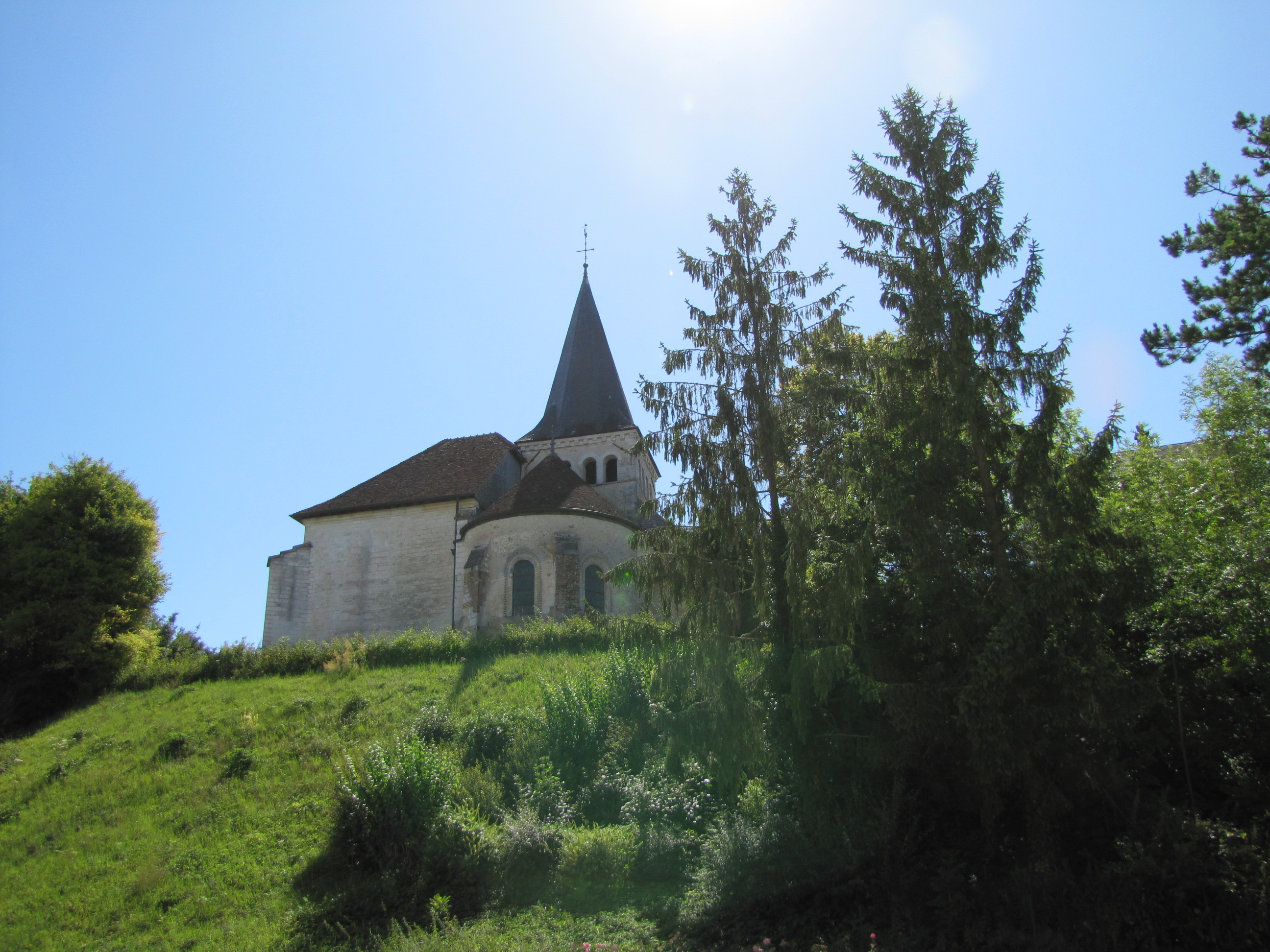
Prähistorischer Grabhügel (butte), heute Standort der Kirche
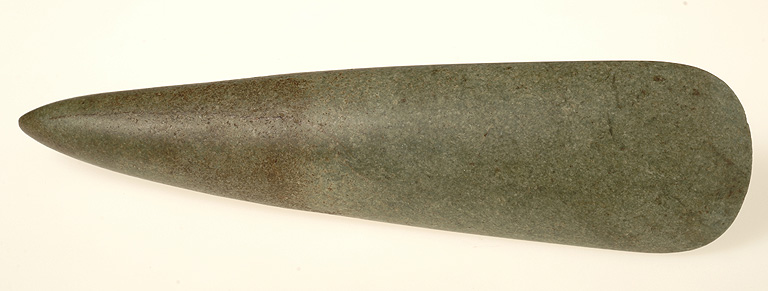
Polierte Schlangenaxt aus dem Neolithikum, vergleichbar mit der bei Isle-Aumont gefundenen Axt
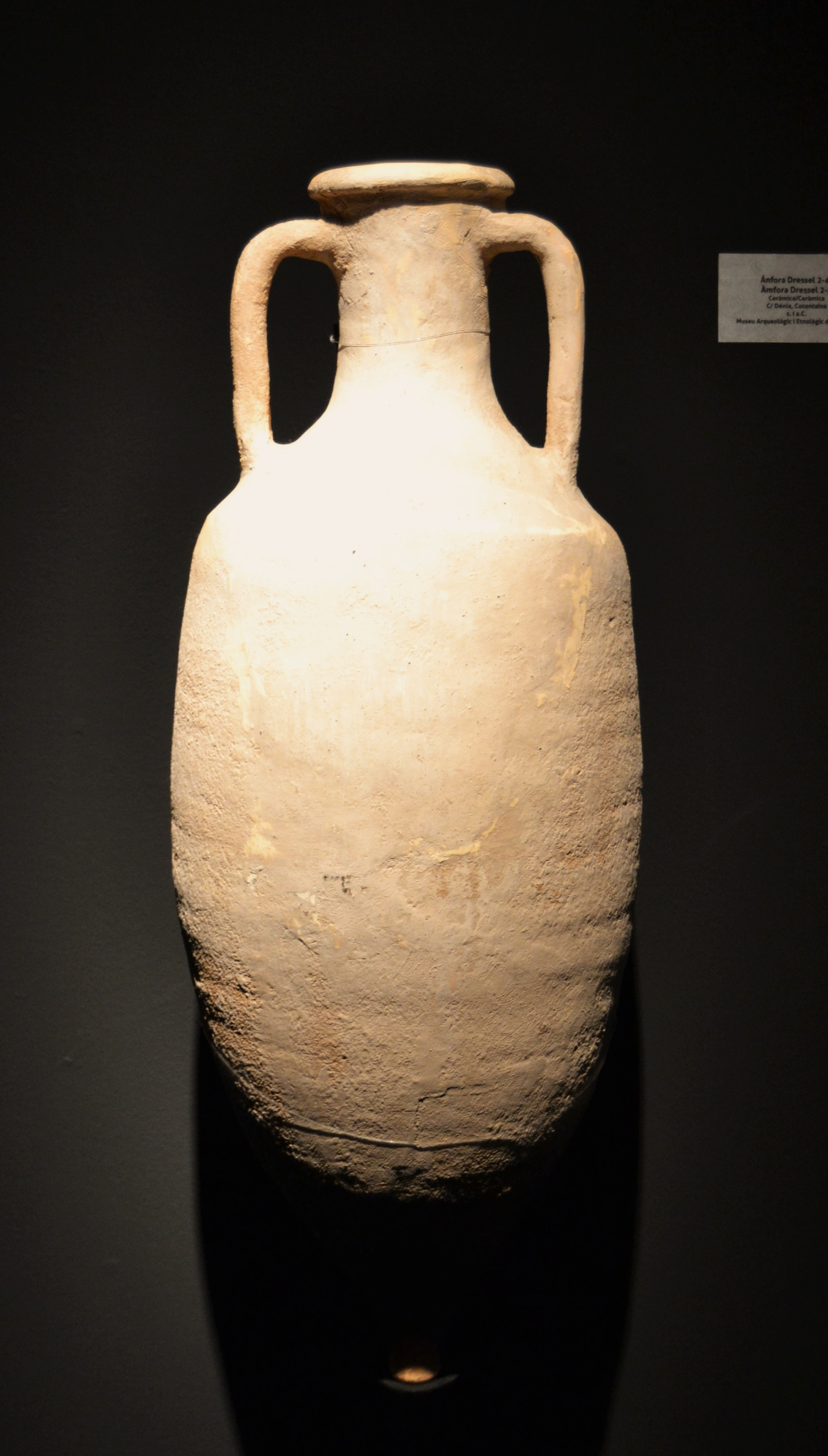
Amphore ähnlich der in Isle-Aumont gefundenen
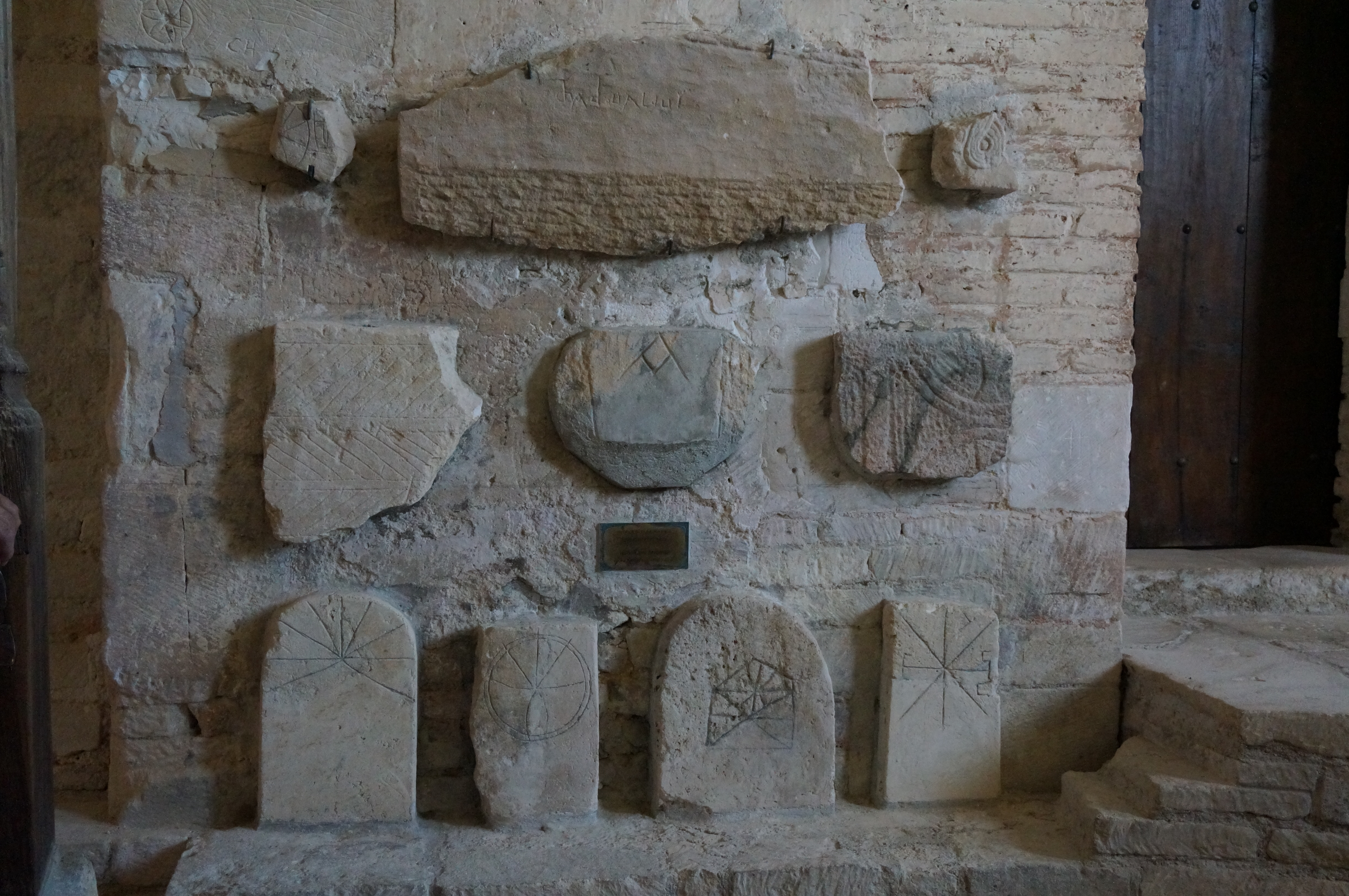
In Isle-Aumont entdeckte Fragmente von Merowingersarkophagen
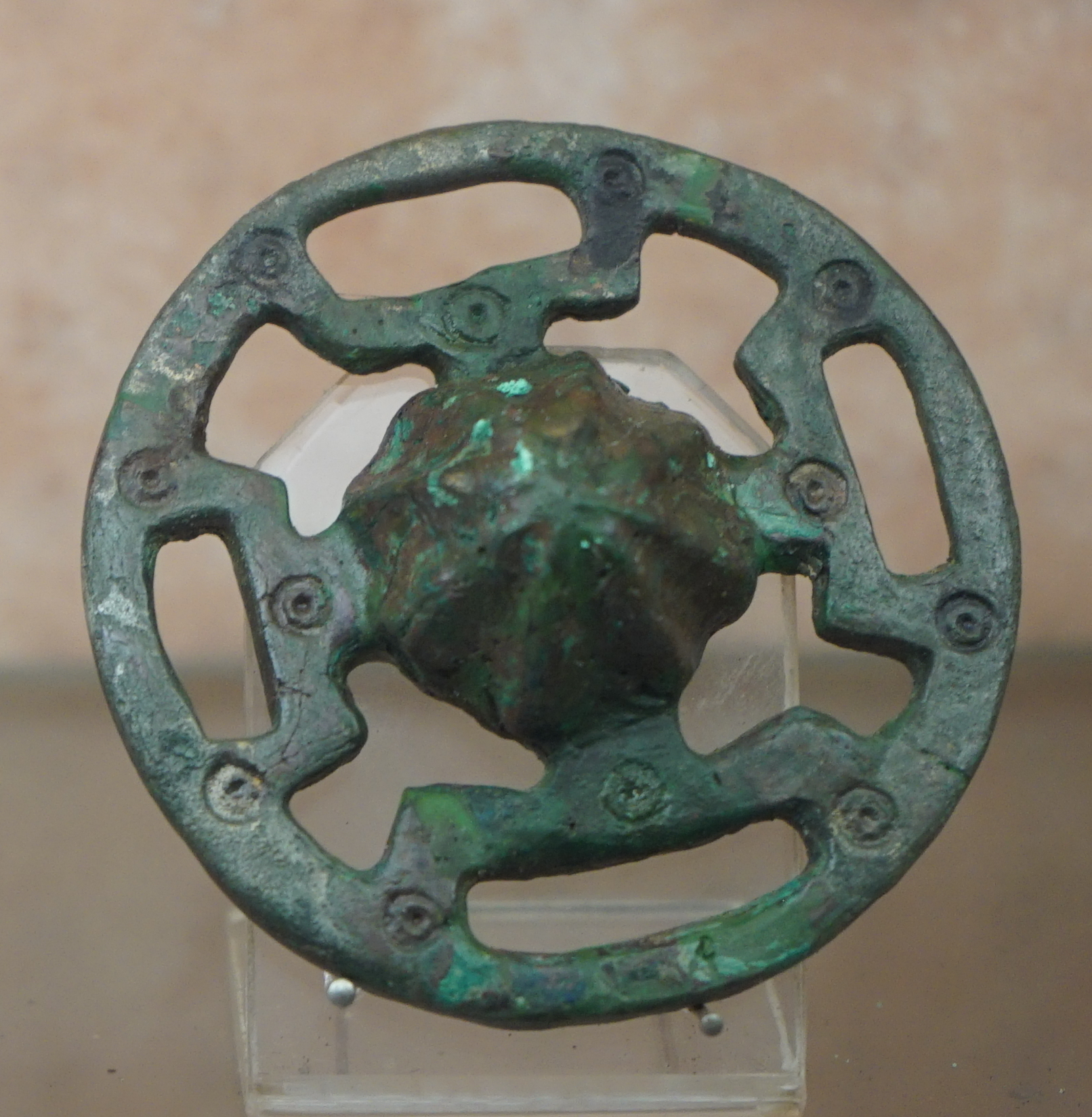
Bronzeschmuck
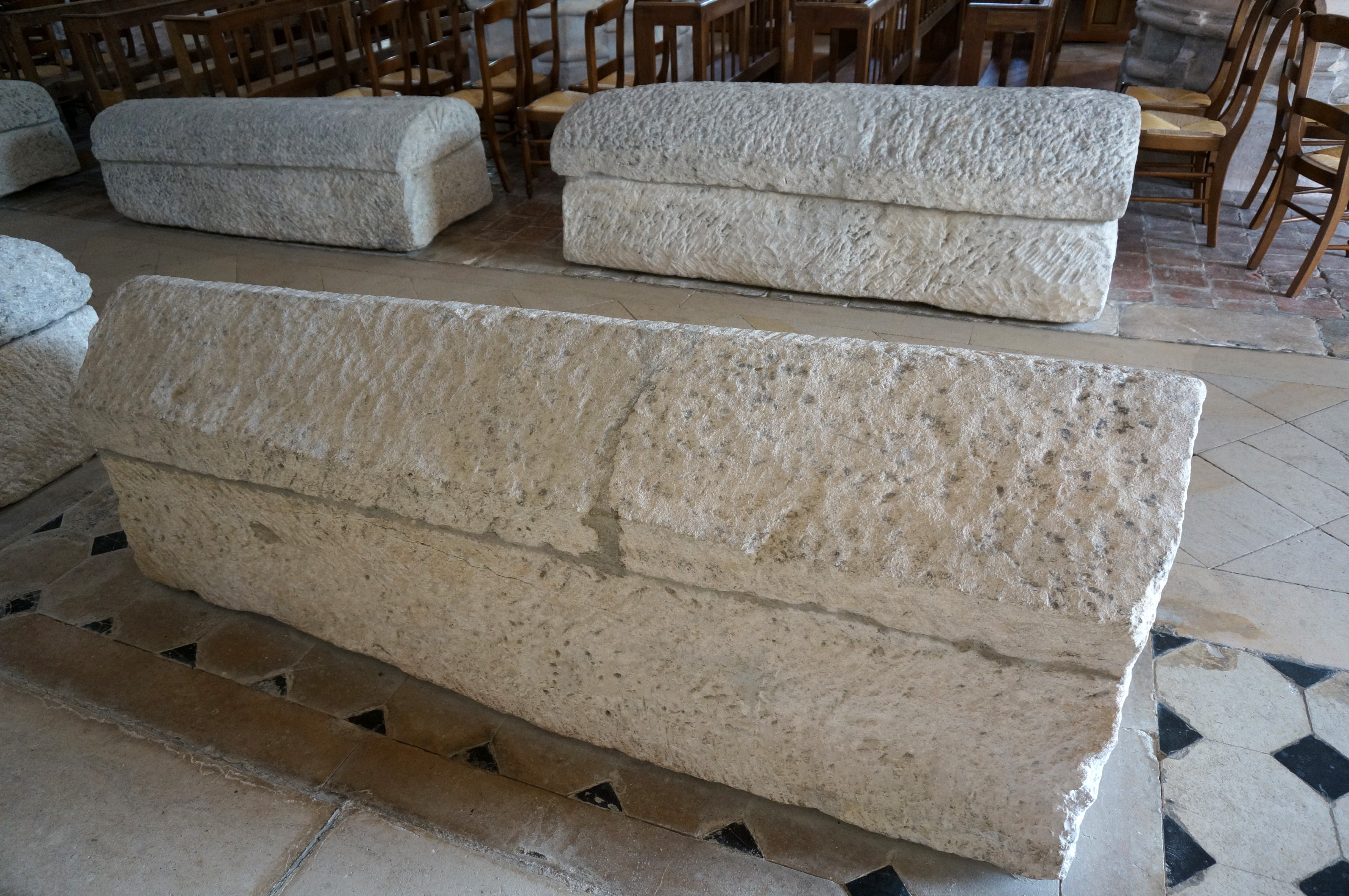
Kalksteinsarkophag aus der Merowingerzeit
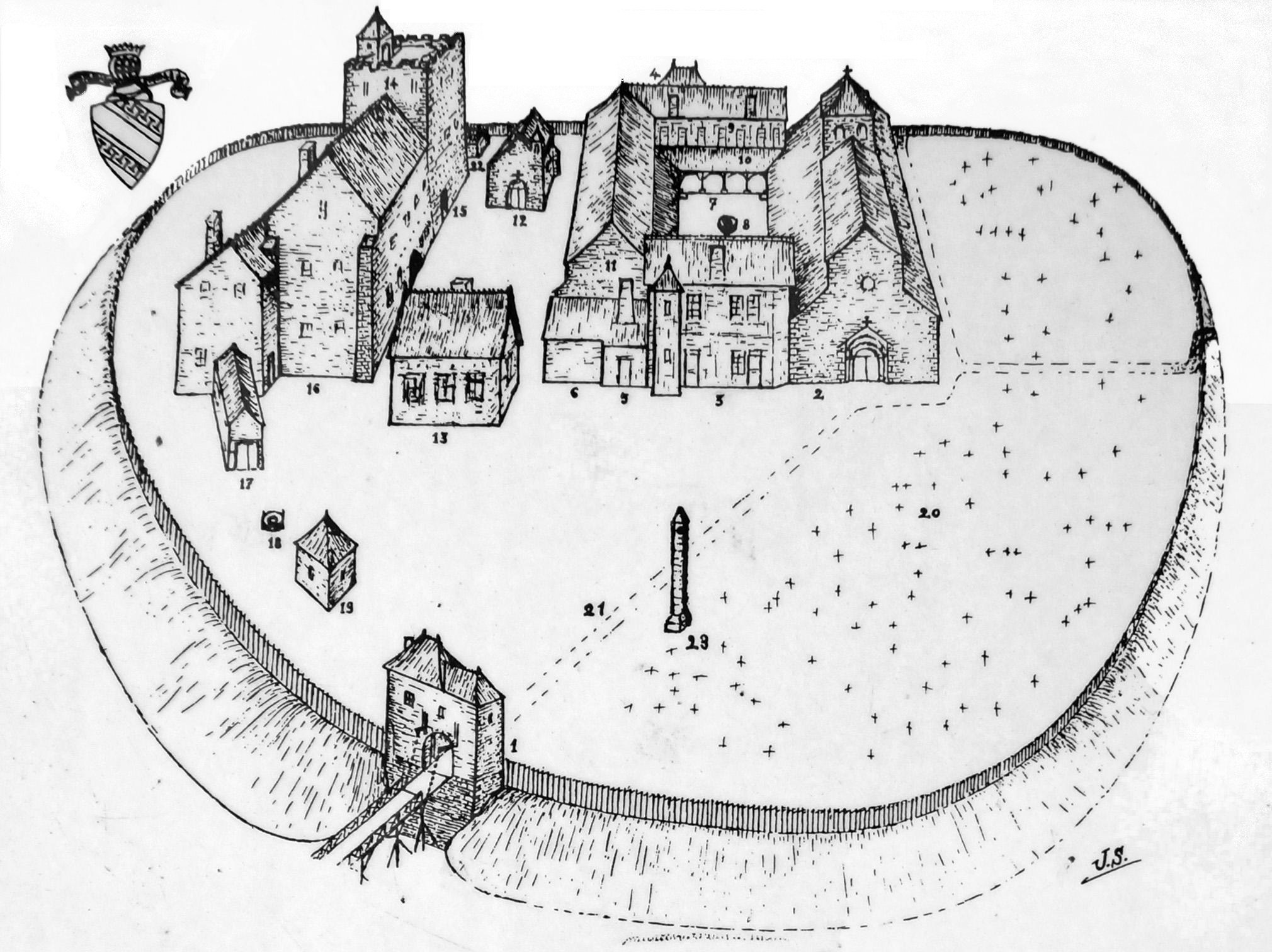
Mittelalterliche Festung Saint-Phal und Kirche Saint-Pierre auf dem „Hügel von Isle“

### Bevölkerungsentwicklung
| Jahr      | 1962 | 1968 | 1975 | 1982 | 1990 | 1999 | 2006 | 2012 | 2021 |
| Einwohner | 133  | 165  | 351  | 367  | 558  | 543  | 519  | 508  | 475  |

Im Jahr 1926 wurde mit 117 Bewohnern die bisher niedrigste Einwohnerzahl ermittelt. Die Zahlen basieren auf den Daten von cassini.ehess und INSEE.

## Sehenswürdigkeiten
- Kirche Saint-Pierre, Kreuzgang, Monument historique[14] und Altarbild, Monument historique[15]

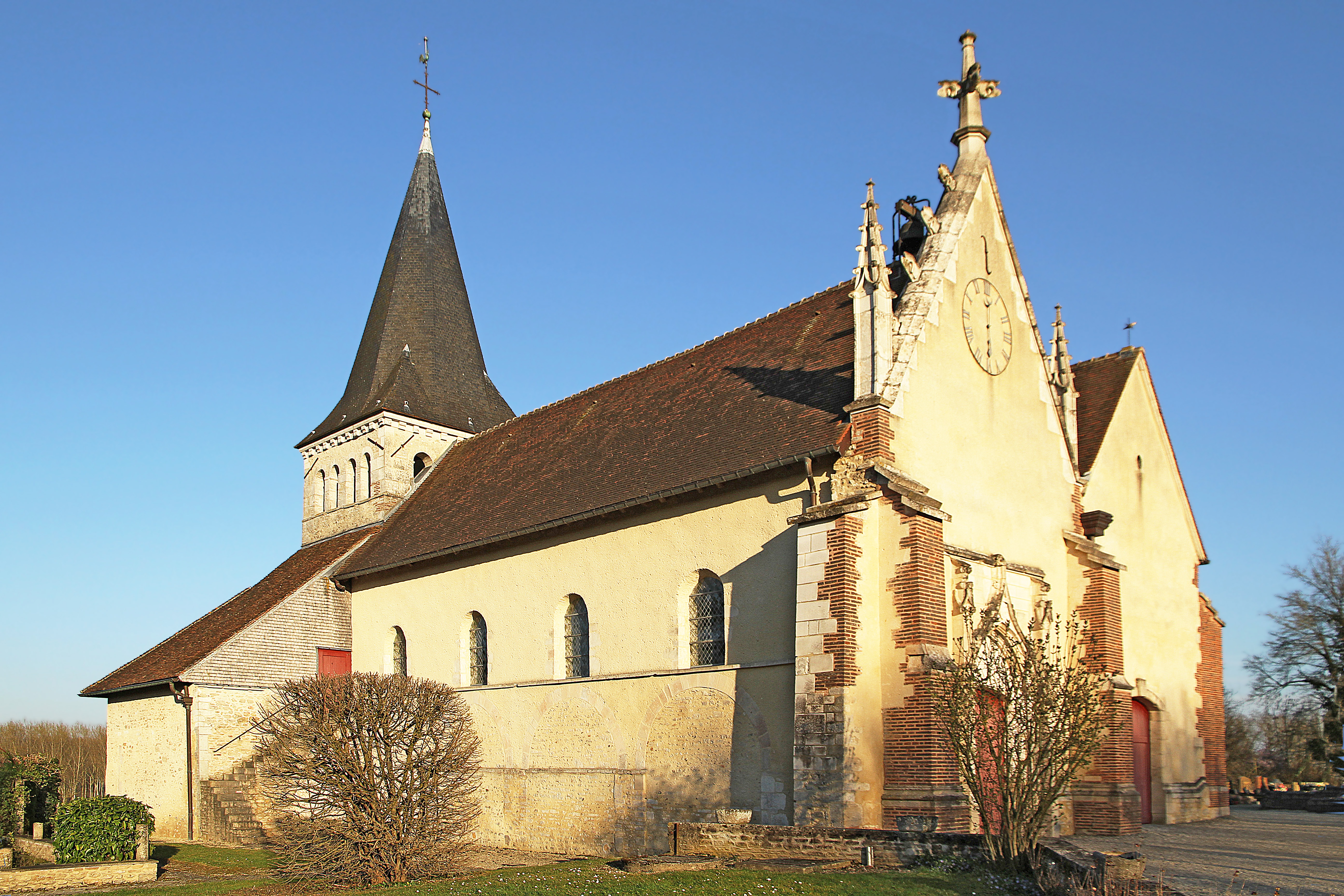
Kirche Saint-Pierre
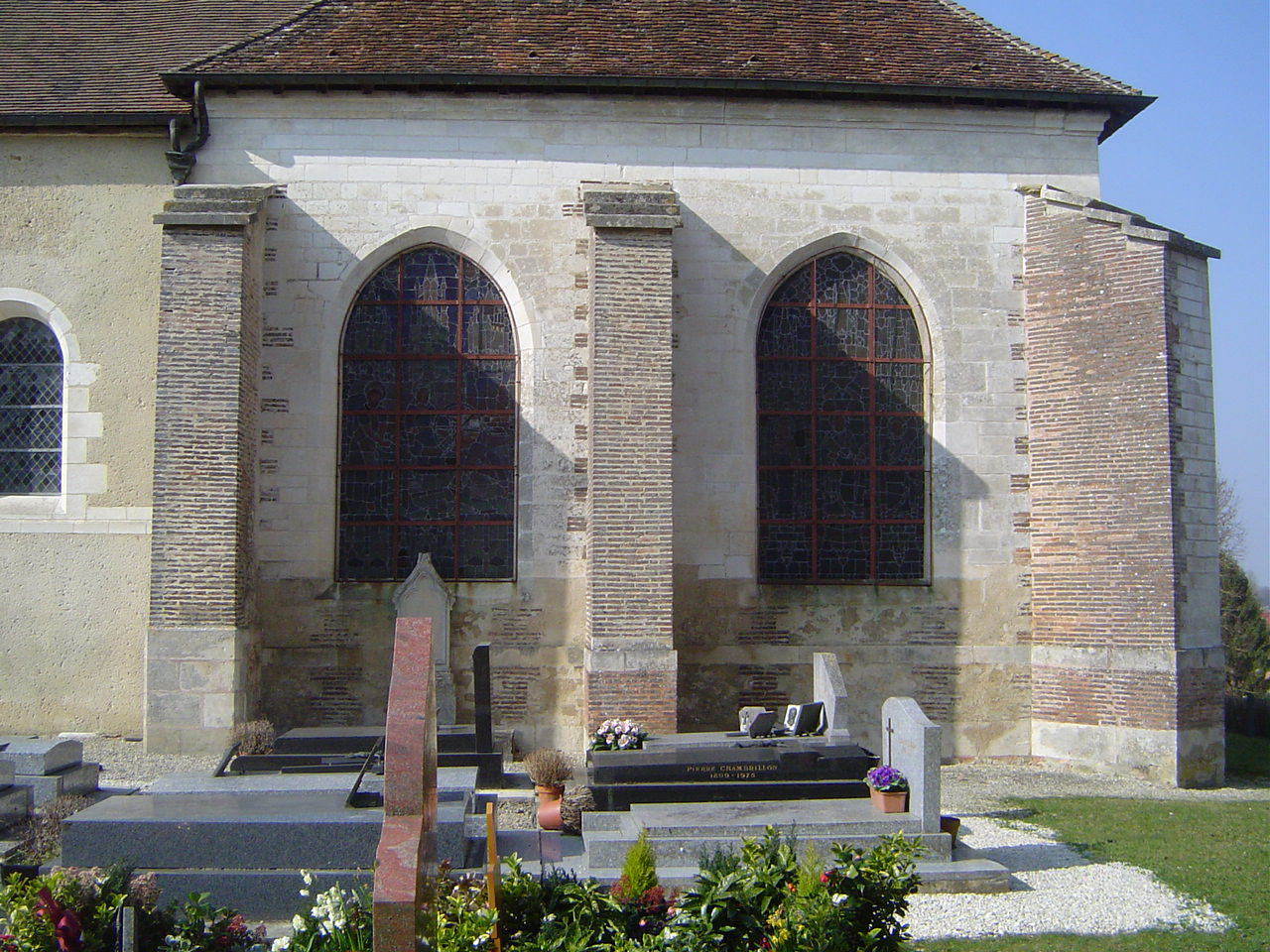
Kirche und Friedhof
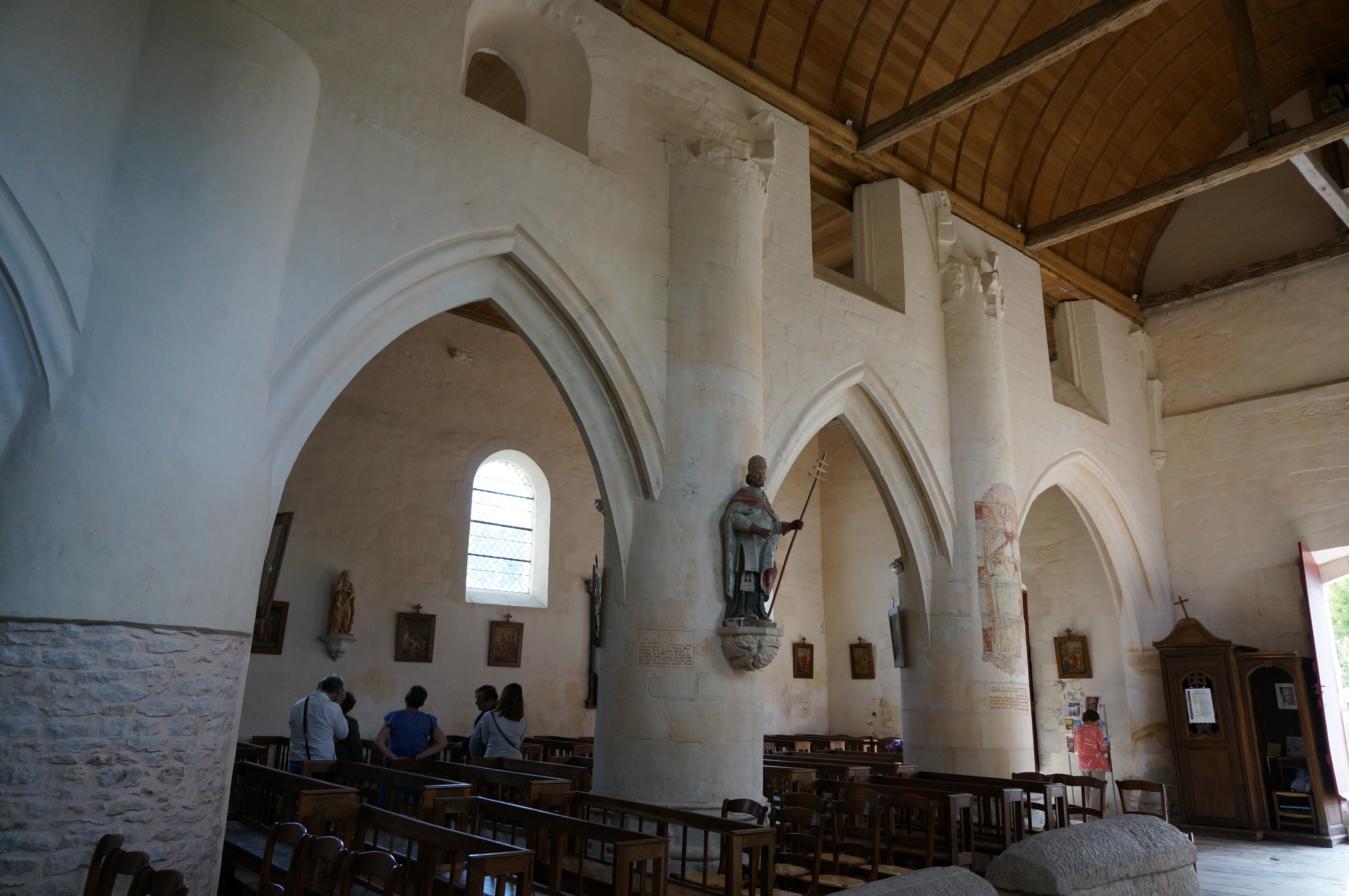
Innenansicht der Kirche
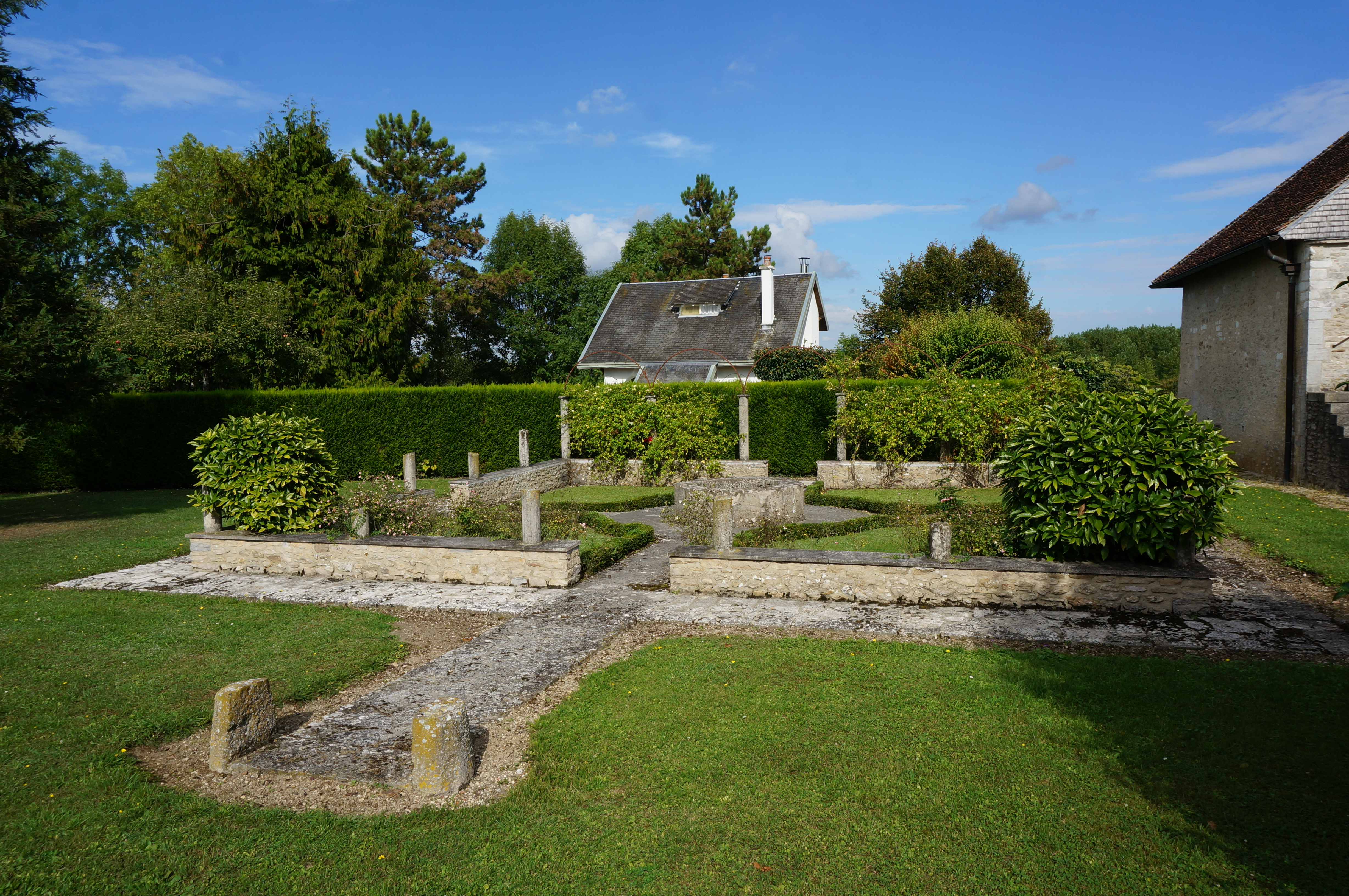
Kreuzgang
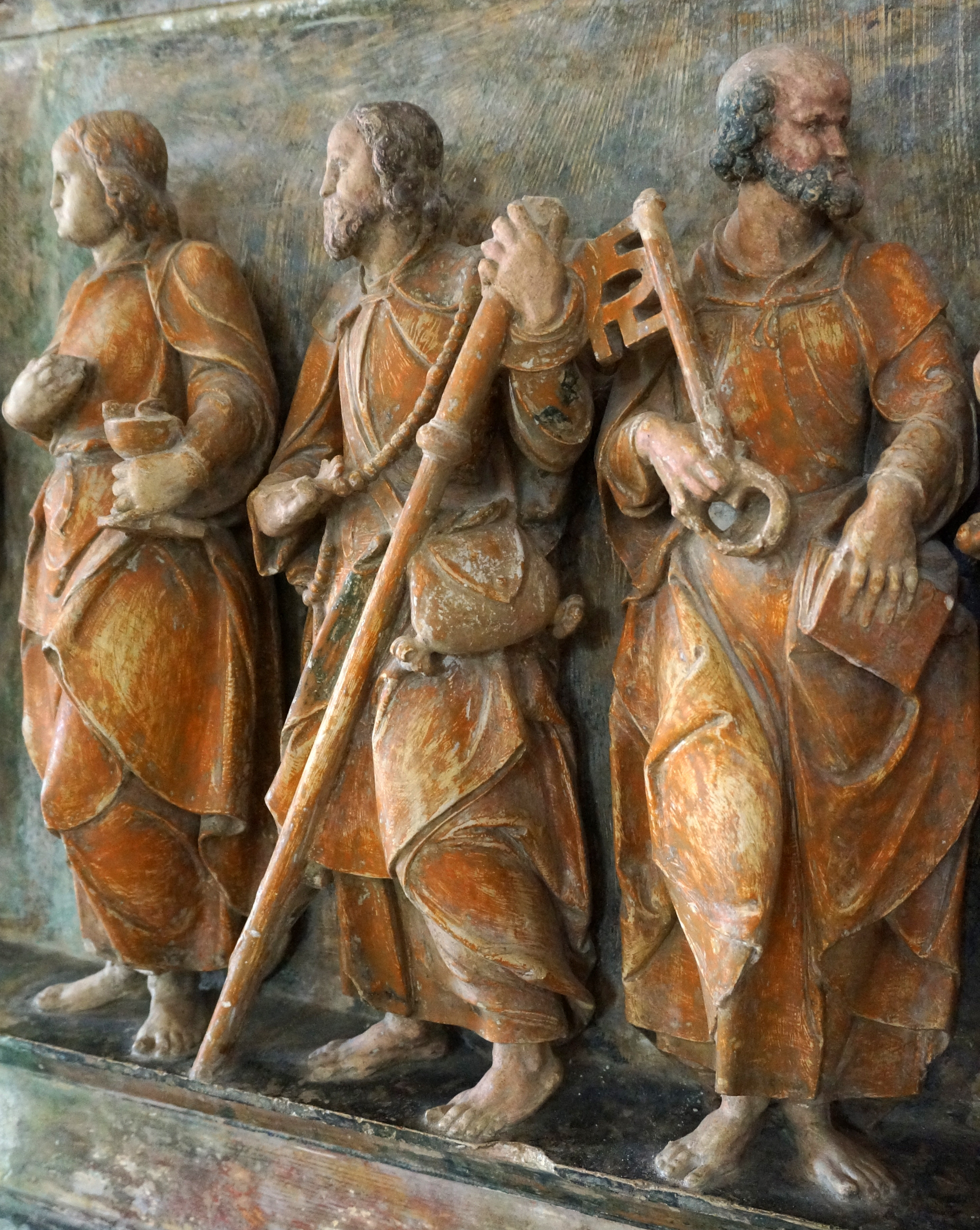
Altarbild
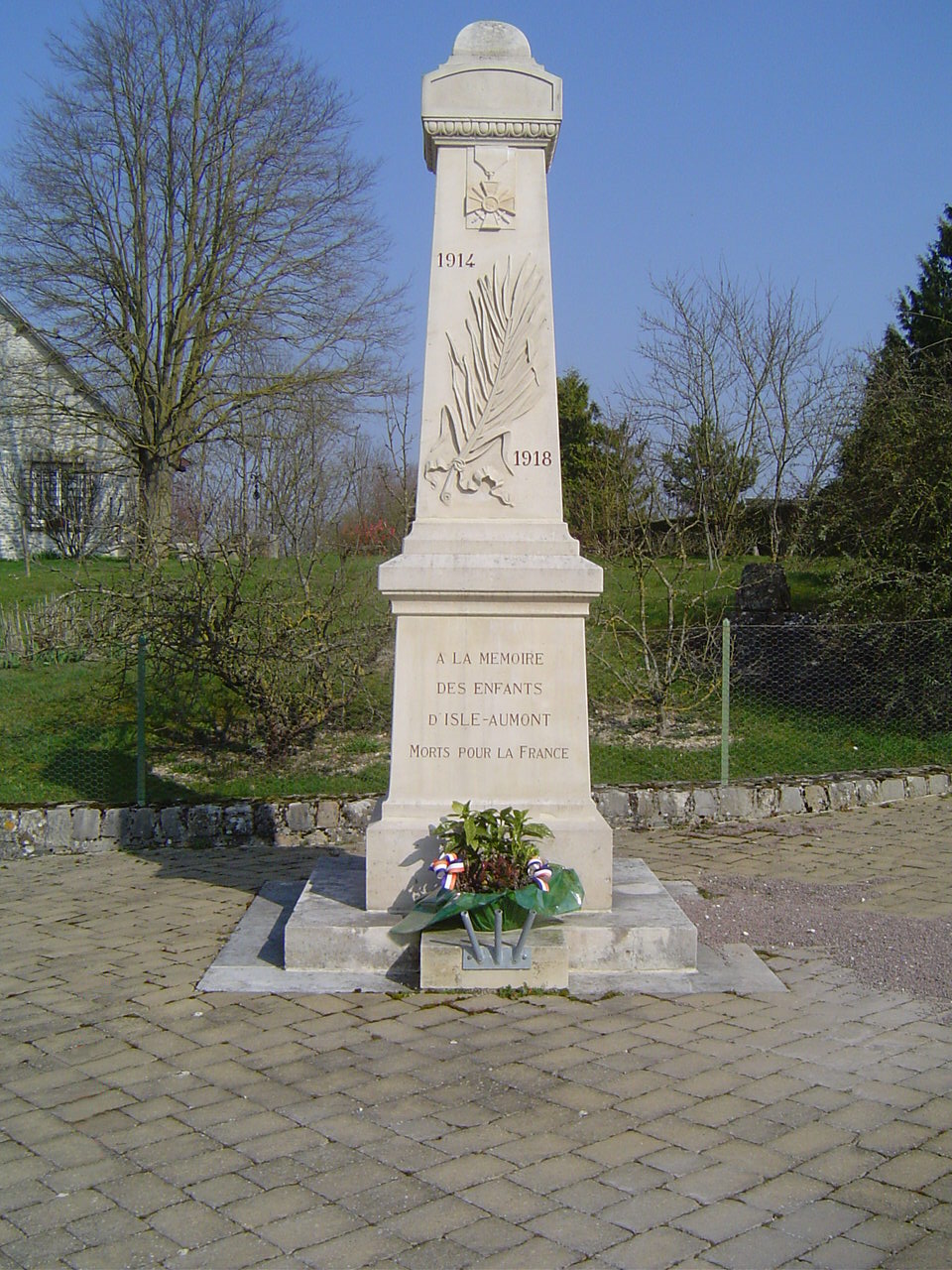
Gefallenendenkmal

## Wirtschaft und Infrastruktur
In Isle-Aumont gibt es mehrere Handwerks- und Dienstleistungsbetriebe, insbesondere im Immobilien- und Bausektor. Isle-Aumont ist eine der Gemeinden, in denen der Weichkäse Chaource hergestellt werden darf, der seit 1970 eine geschützte Ursprungsbezeichnung (AOC) aufweist.
In der Gemeinde gibt es eine Grundschule, die auch den Bedarf der Gemeinden Saint-Thibault, Les Bordes-Aumont und Cormost abdeckt.
Durch die Nähe zur Départements-Hauptstadt Troyes ist die Gemeinde Isle-Aumont gut an das überregionale Verkehrsnetz angeschlossen. Unmittelbar nördlich der Gemeinde besteht ein Anschluss an die Autoroute A5 (Paris-Langres) und am nahen Autobahndreieck beginnt die Autoroute A26 in Richtung Calais.

## Belege
1. ↑  Théophile Boutiot und Émile Socard in „Dictionnaire topographique du département de l'Aube: comprenant les noms de lieu anciens et modernes, vol. 113, t. Numéro 3 et 6, Paris, Collection de documents inédits sur l'histoire de France, 1874, S. 230, S. 78 und 79“
2. ↑  Pierre Miquel: „Les cent mille forteresses du royaume de France“; Pierre Miquel: „Petite Histoire des noms de lieux, villages et villes de France“, 15. Februar 2016, S. 352
3. ↑  Ortsname auf cassini.ehess.fr
4. ↑  Artefakte aus Grabungen im Museum Saint-Loup in Troyes (französisch, PDF-Datei)
5. ↑  Fundkatalog des Museums in Troyes (französisch)
6. ↑  Nathalie Garcia-Arguelles: Les voies gallo-romaines en Champagne méridionale, Maison du boulanger, 2007, S. 144
7. ↑  Robert Neiss: Champagne-Ardenne, Gallia, CNRS Éditions, 1985, S. 36 (französisch)
8. ↑  Jean Scapula: Un haut lieu archéologique de la haute vallée de la Seine: la butte d'Isle-Aumont en Champagne, première partie / du Néolithique au Carolingien, Bulletin Monumental, Société française d'archéologie, 1976, S. 75 und 76 (französisch)
9. ↑  J. M. Besse und Dom. Baunier: Diocèse de Troyes, dans J. M. Besse et Dom. Baunier (direction d'ouvrage), Abbayes et prieurés de l'ancienne France - Recueil historique des Archevêchés, évêchés, abbayes et prieurés de France : Province ecclésiastique de Sens, vol. XV, t. VI, Abbaye de Ligugé - Paris, Leignon - Jouve et compagnie éditeurs, 1913, S. 177 (französisch)
10. ↑  Association Jean Scapula auf eglise.isleaumont.free.fr (französisch)
11. ↑  Émile Socard: Dictionnaire topographique de l'Aube
12. ↑  Isle-Aumont auf cassini.ehess
13. ↑  Isle-Aumont auf INSEE
14. ↑  Eintrag Nr. PA00078122 in der Base Mérimée des französischen Kulturministeriums (französisch)
15. ↑  Eintrag Nr. PM10000914 in der Base Palissy des französischen Kulturministeriums (französisch)
16. ↑  Betriebe auf annuaire-mairie.fr